# Isabel de Gran Bretaña
Isabel Carolina de Gran Bretaña (en inglés, Elizabeth Caroline of Great Britain; Westminster,10 de enero de 1741-Surrey, 4 de septiembre de 1759) fue una princesa británica perteneciente a la casa de Hannover.

## Biografía
Isabel Carolina nació el 10 de enero de 1741 en Norfolk House en Westminster, Londres, siendo el cuarto vástago y segunda hija de Federico Luis, príncipe de Gales, y de Augusta de Sajonia-Gotha.
Se sabe muy poco de esta princesa, pero existe una carta de Horace Walpole fechada nueve días después de la partida de la joven, que dice:
"Hemos perdido a otra princesa, Lady Elizabeth. Murió de una inflamación intestinal en dos días. Su apariencia fue tan desafortunada que habría sido muy difícil para ella ser feliz, pero su solicitud fue extraordinaria. La vi actuar en "Cato" cuando tenía ocho años (en ese momento ya no podía pararse sola, si no apoyada), y lo hizo mejor que cualquiera de sus hermanos o hermanas. Ella ya había sufrido de muy mala salud tanto así, que no la habían enseñado a leer, pero había aprendido bien su papel, el de Lucía, escuchando a los demás leyendo sus papeles, se acercó a sus padres y les rogó que la dejaran actuar, trataron de disuadirla lo mejor que pudieron - entonces ella quiso repetir su papel y cuando lo hizo, lo hizo dignamente que no había manera de negarle su permiso."

## Títulos y tratamientos
| ● 10 de enero de 1741-4 de septiembre de 1759: | Su alteza real la princesa Isabel de Gran Bretaña e Irlanda |

## En el arte
Existen muy pocos retratos de ella, pero los pocos que hay son:
- Un retrato hecho por Jean-Étienne Liotard en 1754, por encargo de su madre.[2]

- También aparece en un retrato familiar hecho por George Knapton en 1751 que aparece tocando lo que parece ser un laúd.

## Galería

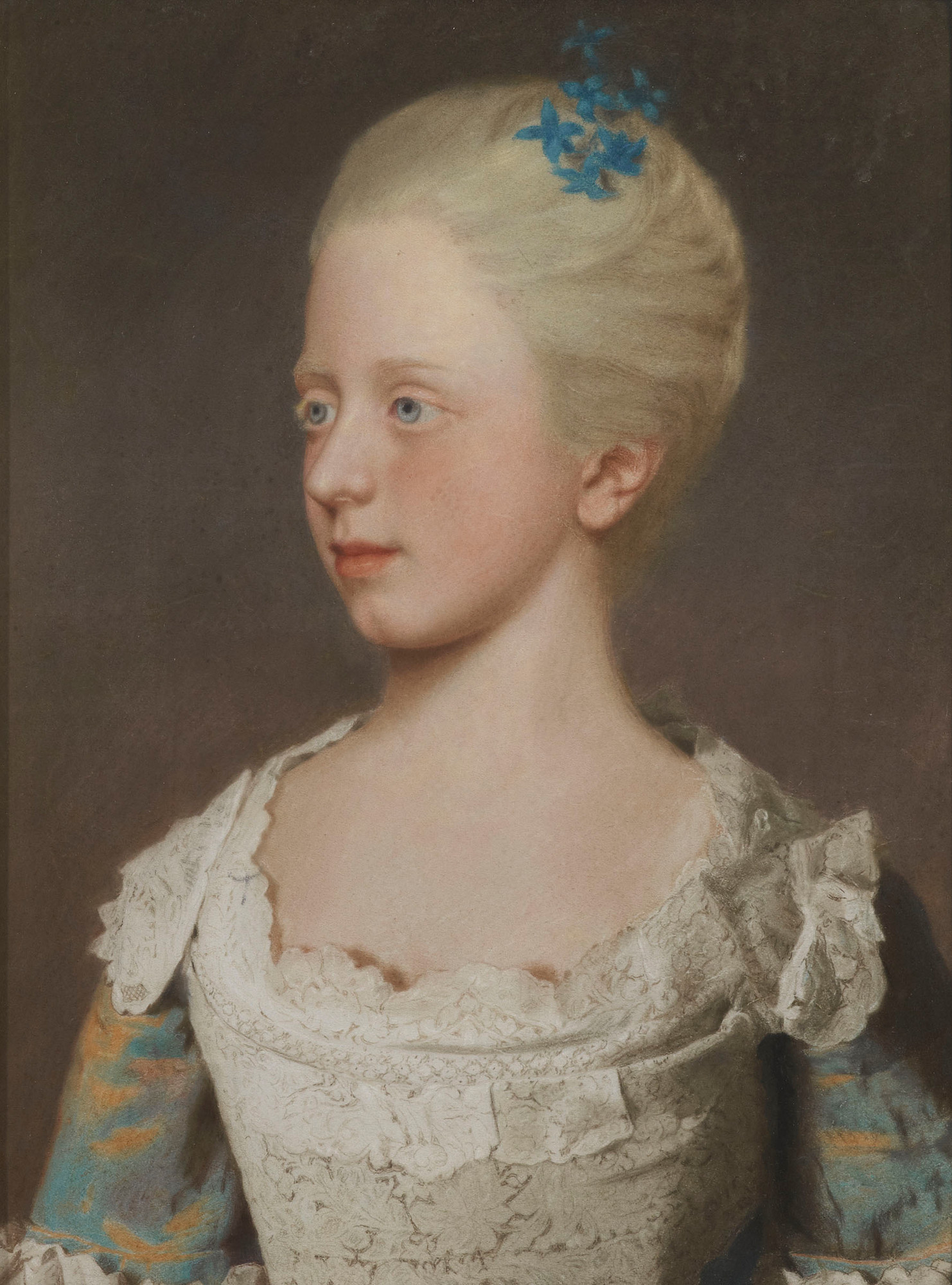
Isabel por Jean-Étienne Liotard.
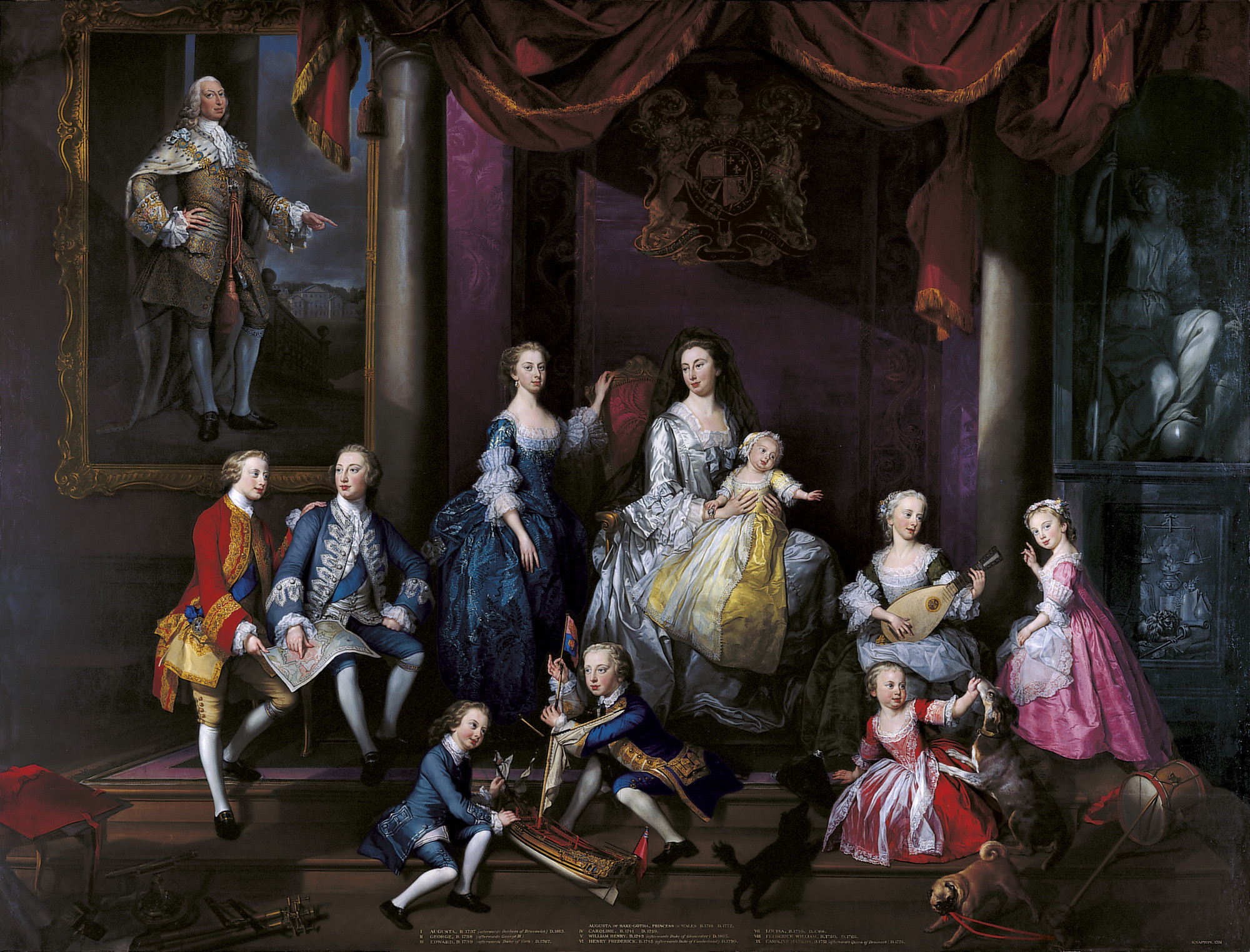
Retrato familiar de George Knapton, en donde Isabel aparece vestida de verde tocando el laúd.